# El Madroño
El Madroño is een gemeente in de Spaanse provincie Sevilla in de regio Andalusië met een oppervlakte van 102,88 km². El Madroño telt 296 inwoners (1 januari 2016).

## Demografische ontwikkeling
Bron: INE, 1930-2011: volkstellingen
Opm.: Tot 1930 behoorde El Madroño tot de gemeente El Castillo de las Guardas